# Glen Ballard
Glen Ballard (nacido el 1 de mayo de 1953 en Natchez, Misisipi) es un compositor y productor musical estadounidense, conocido como el productor del álbum Jagged Little Pill de Alanis Morissette.

## Discografía

### Como Productor
- Michael Jackson — Thriller (1982)
- Pointer Sisters — Break Out (1983)
- Patti Austin — Patti Austin (1984)
- Jack Wagner — All I Need (1984)
- Jack Wagner — Lighting Up the Night (1985)
- Teddy Pendergrass — Workin' It Back (1985)
- Michael Jackson — Bad (1987)
- Jack Wagner — Don't Give Up Your Day Job (1987)
- Paula Abdul — Forever Your Girl (1989)
- Paula Abdul — Shut Up and Dance (1990)
- Wilson Phillips — Wilson Phillips (1990)
- Curtis Stigers — Curtis Stigers  (1991)
- Michael Jackson — Dangerous (1991)
- Wilson Phillips — Shadows and Light (1992)
- Trey Lorenz — Trey Lorenz (1992)
- Jack Wagner — Alone in the Crowd (1993)
- K. T. Oslin — Greatest Hits: Songs from an Aging Sex Bomb (1993)
- Lea Salonga — Lea Salonga (1993)
- Evelyn King — Love Come Down: The Best of Evelyn "Champagne" King (1993)
- Alanis Morissette — Jagged Little Pill (1995)
- Sheena Easton — My Cherie (1995)
- Chynna Phillips — Naked And Sacred (1995)
- Curtis Stigers — Time Was (1995)
- Van Halen — Best of Volume I ("Me Wise Magic" y "Can't Get This Stuff No More") (1996)
- Aerosmith — Nine Lives (1997)
- The Corrs — Talk On Corners (1997)
- Alanis Morissette — Supposed Former Infatuation Junkie (1998)
- The Moffats — Chapter I: A New Beginning (1999)
- No Doubt — Return of Saturn (2000)
- Judith Owen — Limited Edition (2000)
- Bliss 66 — Trip to the 13th (2001)
- Shakira — "The One" (2001)
- Dave Matthews Band — Everyday (2001)
- Crashed... (2001)
- Christina Aguilera — Stripped (2002) (coescritor de The Voice Within)
- Lisa Marie Presley — To Whom It May Concern (2003)
- Elisa — Pearl Days (2004)
- Alanis Morissette — Jagged Little Pill Acoustic (2005)
- O.A.R. — Stories of a Stranger (2005)
- Anastacia — Anastacia (2004)
- Goo Goo Dolls — Let Love In (2006)
- P.O.D. — Testify (2006)
- Annie Lennox — Dark Road (2007)
- Carina Round — Slow Motion Addict (2007)
- Emmy Rossum — Inside Out (2007)
- Annie Lennox — Songs of Mass Destruction (2007)
- Anouk — Who's Your Momma (2007)
- A Hero Comes Home (2007)
- Idina Menzel — I Stand (2008)
- Anna Vissi — Apagorevmeno (2008)
- Katy Perry - One of the Boys (2008)
- Wilson Phillips — Christmas in Harmony (2010)
- Stevie Nicks — In Your Dreams (2011) (productor de la canción con Dave Stewart)
- SNH48 — Dawn in Naples (2017)

## Premios y distinciones
Premios Óscar
| Año  | Categoría              | Canción   | Película          | Resultado |
| ---- | ---------------------- | --------- | ----------------- | --------- |
| 2005 | Mejor canción original | «Believe» | The Polar Express | Nominado  |